# Wigbertschule

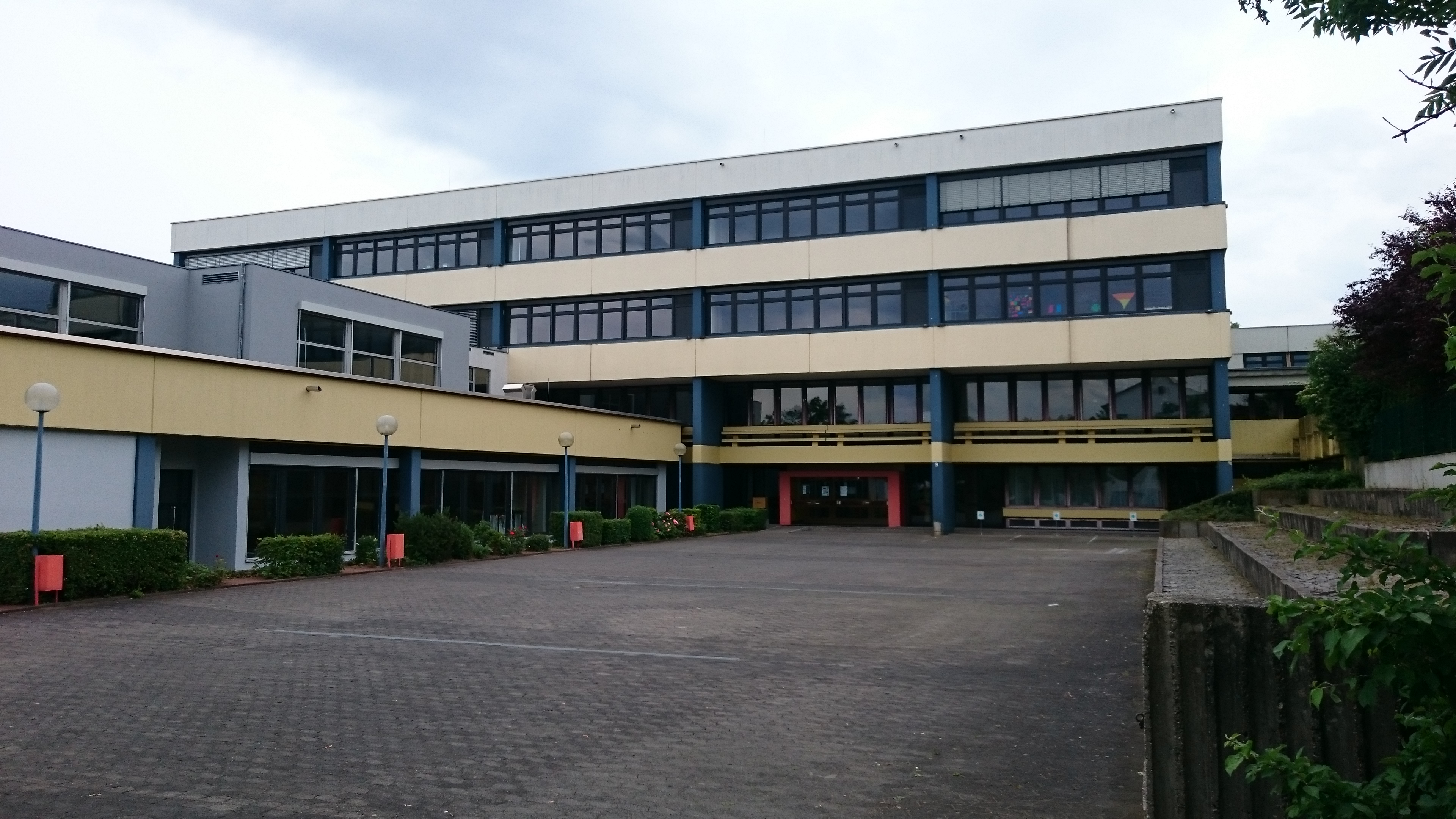
Wigbertschule (2016)

Die Wigbertschule in Hünfeld ist ein Gymnasium des Landkreises Fulda, das Schüler mit Beginn der Klasse 5 aufnimmt und in neun Jahren zum Abitur führt.
Der Name der Wigbertschule leitet sich vom Schulpatron St. Wigbert, dem ersten Abt des Klosters Fritzlar ab, der im achten Jahrhundert die erste Schule Hessens gründete.

## Geschichte
Am 15. April 1901 wurde die Wigbertschule als „Bischöfliche Lateinschule“ mit 50 Schülern (nur Jungen) in der Sexta (Klasse 5) im früheren Hünfelder Rathaus unter der Leitung von Wigbert Sondergeld eröffnet. An Ostern im Jahre 1907 wurde eine Obertertia (Klasse 9) eingerichtet, womit der beabsichtigte Ausbau der Schule auf fünf Klassen abgeschlossen war. An Ostern 1907 übernahm die Stadt Hünfeld die Trägerschaft der Schule, somit hieß sie nun „Städtische Lateinschule“. An Ostern 1924 wurde die Schule mit der Städtischen Höheren Mädchenschule, die damals 52 Schülerinnen unterrichtete, unter einheitlicher Leitung und mit gemeinsamen Lehrerkollegium zusammengeschlossen, jedoch blieb die unterrichtliche Trennung in zwei verschiedenen Schulgebäuden bestehen. Nach Ostern 1939 zerstörte man die höhere Schule und baute eine neue Mittelschule mit Rektor Dr. phil. Berthold Leinweber als Schulleiter auf. Nach dem Zweiten Weltkrieg wurde die Städtische Lateinschule am 22. Oktober 1945 auf die Initiative des amerikanischen Militärgouverneurs von Hünfeld, Cpt. Liebhafsky, wiedereröffnet. Am 21. Juli 1945 wurde Dr. Josef Metzger Schulleiter. Im Herbst 1946 wurde die Schule bis zur Untersekunda (Klasse 10) ausgebaut und war somit ein Progymnasium. Am 15. April 1951 feierte die Schule ihr 50-jähriges Bestehen und erhielt den Namen „Wigbertschule – Höhere Schule der Stadt Hünfeld“ und wurde somit nach ihrem Gründer Wigbert Sondergeld benannt. Mit der Einrichtung einer Obersekunda (Klasse 11) an Ostern 1954 begann der Ausbau der gymnasialen Oberstufe. An Ostern 1957 erhielten die ersten 13 Oberprimaner und Oberprimanerinnen ihr Abitur an der Wigbertschule. Am 1. Januar 1965 übernahm der Landkreis Hünfeld die Trägerschaft der Schule. Im Herbst 1969 zog die Schule in ein neues Schulgebäude in der Jahnstraße ein, welches heute von der Jahnschule (Haupt- und Realschule) genutzt wird. Im Herbst 1971 erreichte die Schule die volle Dreizügigkeit mit 27 Klassen. Im Herbst 1972 übernahm der Landkreis Fulda mit der Kreisgebietsreform, und der damit verbundenen Auflösung des Landkreises Hünfeld, die Schulträgerschaft. Im Sommer 1975 zog die Schule erneut um. Diesmal in ein neues Schulgebäude, welches sich direkt neben dem alten Gebäude befindet, im „Schulzentrum Hünfeld“. Zu diesem Zeitpunkt haben Gymnasium, Haupt- und Realschule zusammen fast 2.500 Schüler.
Im Zeitraum von 2008 bis 2019 wurde die Wigbertschule vom Landkreis Fulda umfassend energetisch und technisch renoviert.

## Schulleiter
- Wigbert Sondergeld (Gründer und erster Schulleiter, ab 15. April 1901)
- Berthold Leinweber
- Josef Metzger (ab 21. Juli 1945 bis 1948)
- Wilhelm Kratz (1948 bis 1966)
- Ludwig Vey (1966 bis 1970)
- Oskar Hohmann (1970 bis 1988)
- Horst Plappert (1988 bis 1998)
- Rainer Rudolf (1998 bis 2003)
- Alfred Helgert (2003 bis 31. Januar 2015)
- Markus Bente (2015 bis 31. Juli 2023)[4]
- Sandra Möllers (seit 1. Juli 2024)[5]

## Allgemeine Informationen

### Fremdsprachen
Folgende Fremdsprachen werden unter G9 unterrichtet:
| Fremdsprache | ab Klasse 5   | ab Klasse 7   | ab Klasse 9                                                                                 | ab Einführungsphase  |
| ------------ | ------------- | ------------- | ------------------------------------------------------------------------------------------- | -------------------- |
| Englisch     | Pflichtfach   |               |                                                                                             |                      |
| Französisch  | nicht wählbar | wählbar 1     | wählbar für Schülerinnen und Schüler, die Latein als zweite Fremdsprache gewählt haben      |                      |
| Latein       | nicht wählbar | wählbar 1     | wählbar für Schülerinnen und Schüler, die Französisch als zweite Fremdsprache gewählt haben |                      |
| Chinesisch   | nicht wählbar | nicht wählbar | als AG für alle Schülerinnen und Schüler wählbar                                            | neu beginnend bis Q4 |

### Leistungskurse
Die Wigbertschule bietet bei ausreichenden Anmeldezahlen Leistungskurse in folgenden Fächern an: Deutsch, Englisch, Latein, Französisch, Geschichte, Politik und Wirtschaft, Mathematik, Physik, Chemie, Biologie.

### Schwerpunkt Sport
Die Wigbertschule bietet für alle Schülerinnen und Schülerin jeder Jahrgangsstufe ein breites Angebot unterschiedlicher sportlicher Schwerpunkte an. Ab Klasse 9 besteht die Möglichkeit am Wahlpflichtunterricht Sportbiologie teilzunehmen. In der Oberstufe besteht die Möglichkeit an einem dreistündigen Sportkurs mit Abschluss Sport als viertes oder fünftes Prüfungsfach im Abitur teilzunehmen.

### Bilinguale Klasse
Die Wigbertschule bietet ab dem Schuljahr 7 bei ausreichenden Anmeldezahlen bilingualen Unterricht und eine bilinguale Klasse (ab Jahrgangsstufe 7) in den Fächern Politik und Wirtschaft, Geschichte und Biologie an. Neben den zusätzlich in Englisch unterrichteten Schulfächern hat die bilinguale Klasse 2 Schulstunden mehr Englisch in der Woche.

### Wigbert-Lied
Die Schule besitzt ein eigenes Lied, das sog. „Wigbert-Lied“.

## Einzugsbereich
Als einziges Gymnasium im Altkreis Hünfeld ist die Wigbertschule die bevorzugte Adresse für Eltern, die für ihr Kind einen gymnasialen Bildungsgang von der Klasse 5 bis zum Abitur wählen. Weitere Gymnasien in Fulda und Bad Hersfeld (Obersberg) sind nur durch längere Fahrten zu erreichen.

## G8/G9
Ein Jahr später als alle anderen Schulen des Landkreises Fulda hat die Wigbertschule das achtjährige Gymnasium eingeführt. Dies hatte zur Folge, dass der letzte G9-Jahrgang relativ groß (fünf Klassen) war und auch Schüler aus dem Einzugsgebiet der Fuldaer Schulen (z. B. Marbach) die Wigbertschule besuchten. Nachdem das Hessische Kultusministerium allen hessischen Gymnasien zum Schuljahr 2013/2014 die Wahlfreiheit einräumte, ob sie künftig weiter nach G8 unterrichten oder zu G9 zurückkehren wollen, setzte die Wigbertschule als eine der ersten Schulen auf eine Wiedereinführung des neunjährigen Gymnasiums, sodass alle neuen Jahrgänge seit diesem Schuljahr wieder nach G9 unterrichtet werden. Der letzte G8-Jahrgang machte im Jahr 2020 Abitur.

## Zertifikate
Die Schule ist eine MINT-freundliche Schule, eine zertifizierte Schule zur Förderung hochbegabter Kinder, hat das Gesamtzertifikat „Gesundheitsfördernde Schule“ und ist Mitglied im Netzwerk Schule ohne Rassismus – Schule mit Courage. Darüber hinaus erhielt die Schule 2022 das Zertifikat Umweltschule.

## Schulpartnerschaften
Die Schule hat zwei Schulpartnerschaften mit Schulen der Partnerstädte der Stadt Hünfeld: das „Lycée de l’Élorn“ in Landerneau, Frankreich, das „Publiczne Gimnazjum Hugo Kwiotka“ in Proskau, Polen.
Weiterhin bestehen zwei außereuropäische Schulpartnerschaften: mit der „Joe Michell School“ und der benachbarten High Schools „Granada High“ und „Livermore High“ in Livermore/Kalifornien sowie mit der „Liyang Senior High School“ in Liyang, China.

## Soziales
Die Schüler der Wigbertschule haben 2007 im Rahmen eines Spendenlaufs 6000 Euro für die Vinzenz-von-Paul-Schule (Schule für Praktisch Bildbare) gesammelt. Das Geld wurde für therapeutische Zwecke verwendet.

## Wettbewerbe
Schüler der Wigbertschule nehmen regelmäßig an regionalen und überregionalen Schulwettbewerben teil.

### Sport
2002 konnte das Team der Wigbertschule den zweiten Platz der Hessischen Schulmeisterschaften im Flag Football belegen. Im Turnen belegte das Jungenteam in der Wettkampfklasse II (Jahrgang 1991 und jünger) den dritten Platz beim Hessischen Landesentscheid Jugend trainiert für Olympia im Turnen.

### Darstellendes Spiel/Theater
In der Wigbertschule werden in der Sekundarstufe I je nach Altersgruppe unterschiedliche Arbeitsgemeinschaften „Darstellendes Spiel“ angeboten. In der gymnasialen Oberstufe wird das Fach Darstellendes Spiel angeboten, in dem die Abiturprüfung abgelegt werden kann.

### Sprachwettbewerbe
2005 wurde eine Schülerin im Zweisprachenwettbewerb in der Kategorie „Latein als zweite Wettbewerbssprache“ zur Landessiegerin gekürt. Im selben Jahr gewannen Schüler der Wigbertschule im Rahmen des Landesentscheid Hessen des Fremdsprachenwettbewerbs den zweiten Preis für Film in Lateinischer Sprache. Bereits 2004 konnten Schüler in der gleichen Kategorie den dritten Platz erreichen.
2017 erreichte eine Schülergruppe mit einem Kurzfilm im Gruppenwettbewerb des Bundeswettbewerbs Fremdsprachen in Latein den zweiten Platz. In diesem Jahr konnte kein Beitrag den ersten Platz erreichen, somit war der der Wigbertschule der Bestplatzierte, weshalb die landesweite Siegerehrung für die Sprachen Latein und Altgriechisch dort stattfand.

### Mathematik
2003 konnten beim Wettbewerb „Tag der Mathematik“ im Gruppenwettbewerb die Plätze eins und drei, sowie im Einzelwettbewerb die Plätze zwei und drei belegt werden. 2008 konnte ein Schüler der Wigbertschule, beim gleichen Wettbewerb zusammen mit 25 anderen Teilnehmern den ersten Platz von teilnehmenden 1200 Schülern erreichen. 2007 konnte eine Schülerin den ersten Preis der Klassenstufen zehn beim „Digitalen Adventskalender 2007“ erreichen.
2015 erreichte die Wigbertschule beim Mathematik-Wettbewerb des Landes Hessen, an dem alle achten Klassen in Hessen teilnehmen, mit einer Durchschnittspunktzahl von 34,12 Punkten den ersten Platz unter den hessischen G8-Schulen und den vierten Platz unter allen hessischen Gymnasien.

### IHK-Wettbewerb
Beim IHK-Wettbewerb 2005 belegten Klassen der Wigbertschule mit ihren Dokumentationen von Firmen den ersten und vierten Platz.
Beim IHK-Wettbewerb 2008 belegte die Klasse 9L der Wigbertschule mit der Präsentation über einen Entwurf eines Maskottchens für die Firma Wella den ersten Platz unter den Gymnasien.

### Jugend debattiert
In dem Schülerwettbewerb Jugend debattiert nimmt die Wigbertschule kontinuierlich erfolgreich teil.

## Theaterwerkstatt
Die Theaterwerkstatt der Wigbertschule ist die älteste Theater AG des Landkreises Fulda und besteht seit 1977. Sie wird durch einen externen Theaterpädagogen geleitet. Die jetzige Leiterin ist Annika Keidel. Finanziert wird die Theater AG u. a. durch einen eigenen Förderverein. 1988 nahm die Theater AG der Wigbertschule mit dem Stück „Chinesische Mauer“ sowie 1999 mit der Odyssee-Bearbeitung „Einsam bist du sehr alleine“ an den Hessischen Schultheatertagen (kurz HSTT) teil. Das Stück aus 1999 überzeugte die Jury des Landesverband Schultheater in Hessen e.V., so dass das Ensemble der Wigbertschule gewann und für das Land Hessen bei dem Theaterfestival Schultheater der Länder in Mühlhausen/Thüringen antrat.

## Ehemalige Schüler
- Anna Hahner (* 1989), Leichtathletin und Langstreckenläuferin
- Lisa Hahner (* 1989), Leichtathletin und Langstreckenläuferin